# قارب دانتي (لوحة)
قارب دانتي (بالفرنسية: La Barque de Dante)، هي أول لوحة رئيسية للفنان الفرنسي أوجين ديلاكروا، وهي عمل يشير إلى التحول في شخصية الرسم السردي، من الكلاسيكية الجديدة إلى الرومانسية. تصور اللوحة بشكل فضفاض الأحداث المسرودة في القصيدة الملحمية للشاعر الإيطالي دانتي أليغييري «جحيم دانتي»؛ يشكل الدخان المتصاعد ومدينة الموتى المشتعلة خلفية اللوحة التي يتحمل الشاعر دانتي بخوف عبورها عبر نهر ستيكس. بينما كان القاربة يحرث عبر المياه المتدفقة مع النفوس المعذبة، ثبّت دانتي بتشجيع من قبل فيرجيل شاعر العصور الكلاسيكية القديمة.
من الناحية التصويرية، يتوافق ترتيب مجموعة من الشخصيات المركزية المستقيمة، والترتيب العقلاني للأشكال الفرعية في الأوضاع المدروسة، وكلها في مستويات أفقية، مع مبادئ الكلاسيكية الجديدة الرائعة والعاكسة التي سيطرت على الرسم الفرنسي لما يقرب من أربعة عقود. تم الانتهاء من «قارب دانتي» لافتتاح صالون عام 1822 ، وهي معلق حاليًا في متحف اللوفر، باريس.

## سمات اللوحة

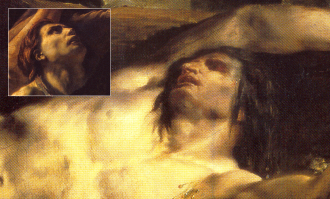
تأثير لوحة طوافة ميدوسا للرسام تيودور جيريكو واضح في شخوص لوحة ديلاكروا

كان «قارب دانتي» عملاً طموحًا من الناحية الفنية، وعلى الرغم من أن التكوين تقليدي، إلا أن اللوحة في بعض النواحي المهمة تحررت بشكل لا لبس فيه من التقاليد الفرنسية الكلاسيكية الجديدة. يشير الدخان المتصاعد في الخلف والحركة الشرسة للثوب الذي يرتديه المجدف فليجياس إلى الريح القوية، ومعظم الشخوص في اللوحة يواجهونها. النهر متقطع والقارب مرفوع إلى اليمين، وهي النقطة التي يلتف فيها باتجاه المشاهد. يتم دفع المجموعة إلى وجهة كل ما يُعرف عنها أنها «أكثر قسوة» من وضعهم الحالي، يتم دفعهم من قبل المجدف الذي يشير اتزانه الثابت في العاصفة إلى إلمامه بهذه الظروف البرية. المدينة خلفهم أصبحت عبارة عن فرن عملاق. لا راحة ولا ملجأ في عالم الرسم الغاضب والجنون واليأس.

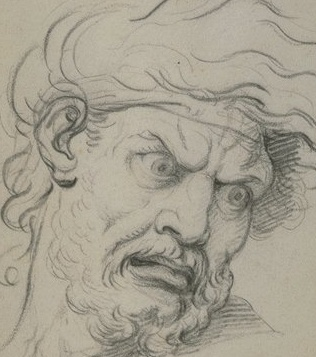
تخطيط لشارل لوبران عام 1668.

تستكشف اللوحة الحالات النفسية للشخوص الذين تصورهم، وتستخدم تباينات مدمجة ودرامية لتسليط الضوء على استجاباتهم المختلفة لمآزقهم الخاصة. إن انفصال فيرجيل عن الاضطرابات المحيطة به، واهتمامه برفاهية دانتي، هو تناقض واضح مع خوف الأخير وقلقه وحالة عدم التوازن الجسدية التي يظهرها. الغارقون إما متحمسون في تركيز ثاقب على بعض المهام المجنونة وغير المؤلمة، أو يبدو أنهم في حالة من العجز التام والخسارة. تتخذ بطانة القارب شكلاً يشبه الموجة صعودًا وهبوطًا، مرددًا صدى المياه المتقطعة والتي تجعل قاعدة اللوحة منطقة من «عدم الاستقرار» المحفوف بالمخاطر. تعمل الأرواح الموجودة في أقصى اليسار واليمين كمسندة للكتب، بحيث تحيط بالحركة وتضيف لمسة رهاب الاحتجاز إلى التصوري الكلي للوحة.
كتب ديلاكروا أن أفضل رأس مرسوم له من بين الشخوص الموجودة في اللوحة هي تلك للروح التي تمتد بساعده من الجانب البعيد إلى القارب. من المحتمل أن يكون كل من تخطيط شارل لوبران عام 1668 ، وخط جون فلاكسمان (كان نحاتًا ورسامًا بريطانيًا) المنقوش على القبور النارية، الذي يظهر في اللوحة 11 في القصيدة الإلهية لدانتي أليغييري، 1807 ، مصادر محتملة لرسم هذا الرأس.
العرض المسرحي للألوان الجريئة في الأشكال الموجودة في وسط التكوين مذهل. يتردد صدى اللون الأحمر لطربوش دانتي بشكل مثير للقلق مع الكتلة المطلقة خلفه، ويتناقض بشكل واضح مع اللون الأزرق المتصاعد حول المجدف فليجياس. أشار المؤلف تشارلز بلانك إلى الكتان الأبيض الموجود على عباءة فيرجيل، واصفًا إياه بأنه «استيقاظ عظيم في منتصف الظلام، كما لو انه وميض في قلب العاصفة». علق الناقد الفني أدولف فيرماس على التناقض بين الألوان المستخدمة في رأس دانتي، وفي تصوير الغارقين، مستنتجًا أن كل هذا «يترك الروح مع لا أعرف ما هو الانطباع».

### قطرات الماء على الغارقين

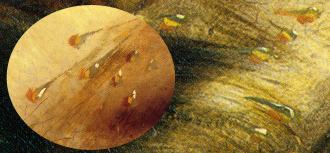
أصباغ متقاربة بيضاء وخضراء وصفراء وحمراء.

قطرات الماء المتساقطة على جثث الغارقين رسمت بطريقة نادرا ومميزة ما كانت تصل إلى أوائل القرن التاسع عشر. أستعملت لرسمها أربعة أصباغ مختلفة غير مختلطة، بكميات مطبقة بشكل منفصل، تشتمل على صورة قطرة واحدة وظلها. بحيث يستخدم اللون الأبيض للإبراز، بينما تشير ضربات الأصفر والأخضر على التوالي إلى طول القطرة، والظل أحمر.
سجل تلميذ ديلاكروا ومساعده الرئيسي لأكثر من عقد من الزمان، بيير أندريو، أن ديلاكروا أخبره أن مصدر إلهام هذه القطرات جاء جزئيًا من قطرات الماء المرئية الموجودة على نيريد في لوحة بيتر بول روبنس 'دورة ماري دي ميديشي"، وأن القطرات في لوحة "قارب دانتي" كانت نقطة انطلاق ديلاكروا كمصمم تلوين. ناقش لي جونسون (كان مؤرخا فنيا) تعليقات هذه القطرات بأن "المبدأ التحليلي في لوحة ديلاكروا ينطبق على التقسيم إلى مكونات ملونة نقية، وهو شيء يبدو للعين العادية أحادي اللون أو عديم اللون، ولكن له أهمية بعيدة المدى للمستقبل." 

### خلفية أللوحة

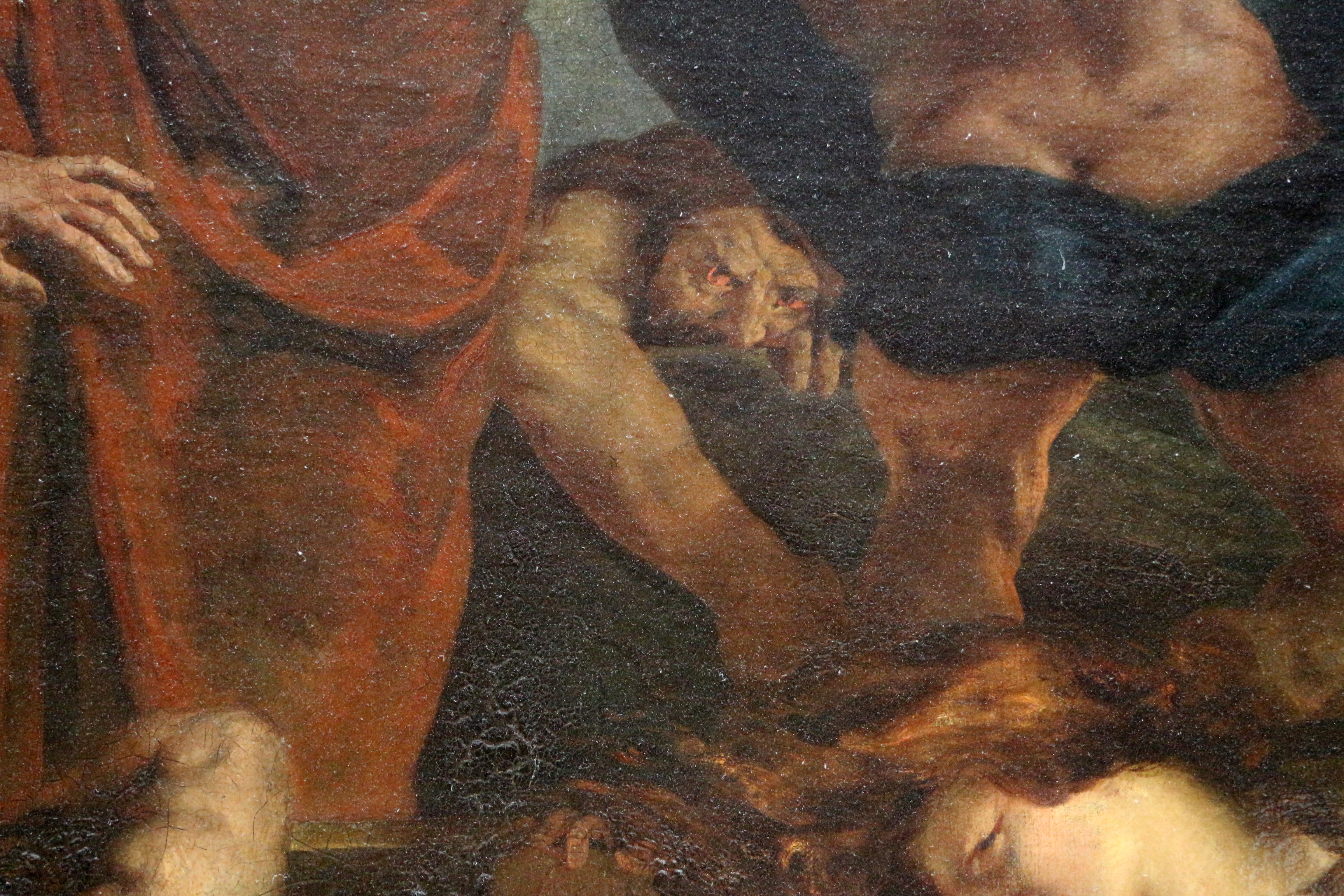
المخلوق الذي يحاول الاستيلاء على القارب.

في رسالة إلى أخته، مدام هنرييت دي فيرنينك، كتبها عام 1821 ، يتحدث ديلاكروا عن رغبته في الرسم للصالون في العام التالي، و «الحصول على القليل من الاعتراف». [9] في أبريل 1822 كتب إلى صديقه تشارلز سولييه أنه كان يعمل بجد وبدون توقف لمدة شهرين ونصف لتحقيق هذه الغاية بالضبط. افتتح الصالون في 24 أبريل 1822 وعرضت لوحة ديلاكروا. العمل المكثف الذي كان مطلوبًا لإكمال هذه اللوحة في الوقت المناسب ترك ديلاكروا ضعيفًا وبحاجة إلى التعافي.
أعرب النقاد عن مجموعة من الآراء حول «قارب دانتي». كان أحد الحكام في لصالون، إتيان جان ديلكلوز، غير متعاون، واصفًا العمل بأنه «جص حقيقي». اعتبرها قاضٍ آخر، أنطوان جان جروس، شديد التقدير، واصفًا إياها بـ «روبنز المعاقب». توقع أحد المراجعين المجهولين أن يصبح ديلاكروا «ملونًا متميزًا». تلقى أحد الانتقادات الإيجابية بشكل خاص من المحامي الصاعد أدولف تيير تداولًا واسعًا في الدورية الليبرالية.
في صيف عام 1822 ، اشترت الدولة الفرنسية اللوحة مقابل 2000 فرنك، ونقلتها إلى متحف لوكسمبورغ. كان ديلاكروا سعيدًا بسماع الأخبار، على الرغم من أنه كان يخشى أن تكون القطعة أقل إعجابًا نظرًا لمشاهدتها من أماكن قريبة. بعد حوالي عامين، أعاد النظر في اللوحة، وذكر أنها أعطته الكثير من المتعة، لكنه وصفها بأنها غير نشطة بما فيه الكفاية؛ عيب في اللوحة التي كان يعمل عليها في ذلك الوقت، «مذبحة خيوس». تم نقل اللوحة في عام 1874 - بعد أحد عشر عامًا من وفاة الفنان - إلى موقعها الحالي، متحف اللوفر. 

## الرسام

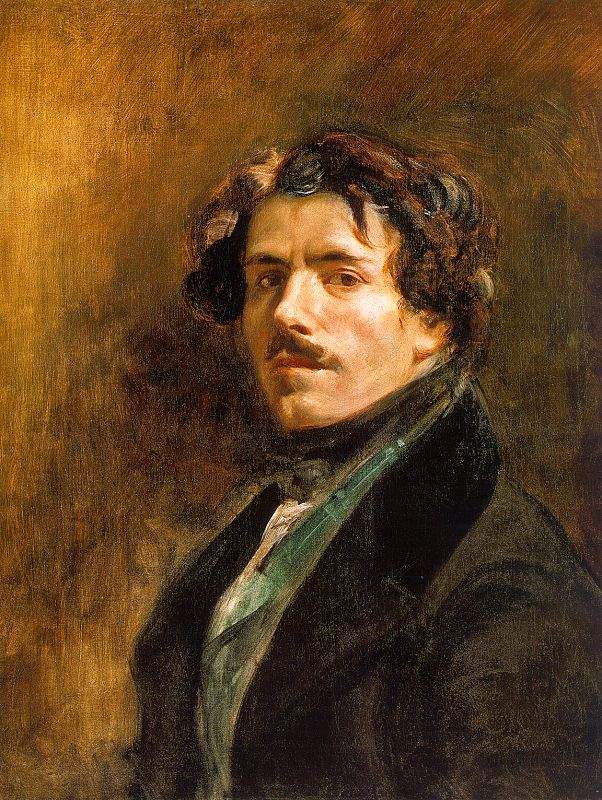
ديلاكروا.

فرديناند فيكتور أوجين ديلاكروا (ولد 26 أبريل 1798 - وفاه 13 أغسطس 1863)، رسام فرنسي من رواد المدرسة الرومانسية الفرنسية. له العديد من اللوحات الفنية المحفوظة في متحف اللوفر وغيره. بدأ الرسم في العشرين من عمره. من أشهر لوحاته هي لوحة الحرية تقود الشعب التي رسمها عام 1830 ولوحة زفاف يهودي في المغرب 1839 ويبدو فيها تأثره بسفرته إلى شمال أفريقيا. ساهمت أعماله في اندفاع الفنانين الفرنسيين إلى الشرق للبحث عن مصادر الإلهام في لوحات ديلاكروا، وخاصة بعد مقولته الشهيرة عن بلاد شمال أفريقيا «عند كل خطوة، هناك لوحات جاهزة للرسم» 
أعطى استخدام ديلاكروا لضربات الفرشاة التعبيرية ودراسته للتأثيرات البصرية بصفته رسامًا وفنانًا شكلًا عميقًا لعمل الانطباعيين، في حين ألهم شغفه بالغرابة الكثير من فناني حركة الرمزية. صور ديلاكروا الذي عمل في الطباعة الحجرية العديد من أعمال ويليام شكسبير والكاتب الأسكتلندي والتر سكوت والمؤلف الألماني يوهام فولفغانغ فون غوته.
استوحى ديلاكروا من فن روبنس ورسامي عصر النهضة في البندقية، على النقيض من كمال الحركة الكلاسيكية الحديثة لمنافسه الرئيسي آنغر، وركز على اللون والحركة بدلًا من وضوح الخطوط العريضة والشكل المصمم بعناية. ميز المحتوى الدرامي والرومانسي المواضيع المحورية التي أوضحت نضجه، وهذا لم يدفعه إلى استخدام النماذج الكلاسيكية للفن الروماني واليوناني، بل سافر عوضًا عن ذلك في شمال إفريقيا بحثًا عن الغرابة. كان الصديق والوريث الروحي للفنان لتيودور جيريكو، واستوحى ديلاكروا أيضًا من اللورد بايرون الذي شاركه ارتباطًا قويًا مع «القوى السامية» للطبيعة في أعمال عنيفة في كثير من الأحيان.